# Episodi di Unbelievable (prima stagione)

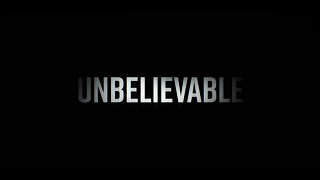
Logo della miniserie

La prima ed unica stagione della miniserie televisiva Unbelievable è stata rilasciata da Netflix il 13 settembre 2019, in tutti i paesi in cui è disponibile la piattaforma di streaming.
| nº | Titolo originale | Titolo italiano | Pubblicazione     |
| -- | ---------------- | --------------- | ----------------- |
| 1  | Episode 1        | Episodio 1      | 13 settembre 2019 |
| 2  | Episode 2        | Episodio 2      | 13 settembre 2019 |
| 3  | Episode 3        | Episodio 3      | 13 settembre 2019 |
| 4  | Episode 4        | Episodio 4      | 13 settembre 2019 |
| 5  | Episode 5        | Episodio 5      | 13 settembre 2019 |
| 6  | Episode 6        | Episodio 6      | 13 settembre 2019 |
| 7  | Episode 7        | Episodio 7      | 13 settembre 2019 |
| 8  | Episode 8        | Episodio 8      | 13 settembre 2019 |

## Episodio 1
- Titolo originale: Episode 1
- Diretto da: Lisa Cholodenko
- Scritto da: Susannah Grant, Michael Chabon & Ayelet Waldman

### Trama
Una giovane traumatizzata denuncia di essere stata stuprata da un intruso e affronta un turbine di emozioni... e domande sempre più scettiche da parte della polizia.

## Episodio 2
- Titolo originale: Episode 2
- Diretto da: Lisa Cholodenko
- Scritto da: Susannah Grant

### Trama
Marie fa i conti con le conseguenze della sua ritrattazione. Tre anni dopo, in Colorado, la detective Karen Duvall indaga su un'aggressione sorprendentemente simile.

## Episodio 3
- Titolo originale: Episode 3
- Diretto da: Lisa Cholodenko
- Scritto da: Susannah Grant

### Trama
Mentre confrontano gli appunti sui loro casi, Karen e Grace Rasmussen considerano un'eventualità allarmante. A Washington il nome di Maria trapela alla stampa.

## Episodio 4
- Titolo originale: Episode 4
- Diretto da: Michael Dinner
- Scritto da: Michael Chabon & Ayelet Waldman

### Trama
Dopo aver incontrato un'altra vittima, Karen e Grace chiedono aiuto all'FBI per trovare dei collegamenti. Marie si ritrova in un incubo legale.

## Episodio 5
- Titolo originale: Episode 5
- Diretto da: Michael Dinner
- Scritto da: Jennifer Schuur

### Trama
Mentre la squadra si destreggia tra piccoli successi e una frustrazione crescente, un nuovo indizio porta Karen al confine tra due stati. Marie ha problemi al lavoro.

## Episodio 6
- Titolo originale: Episode 6
- Diretto da: Michael Dinner
- Scritto da: Becky Mode

### Trama
Grace fa una mossa coraggiosa per avvicinarsi a un sospetto. Lo stagista Elias fa una scoperta cruciale e Marie si comporta in modo sempre più spericolato.

## Episodio 7
- Titolo originale: Episode 7
- Diretto da: Susannah Grant
- Scritto da: Susannah Grant & Becky Mode

### Trama
D'improvviso i sospetti sono due e la squadra si affretta a identificare lo stupratore e a fare un arresto. Il nuovo terapista di Marie cerca di guadagnarne la fiducia.

## Episodio 8
- Titolo originale: Episode 8
- Diretto da: Susannah Grant
- Scritto da: Susannah Grant

### Trama
Una telefonata dal Colorado mette in moto eventi che cambieranno la vita di Marie. Nel frattempo Karen e Grace si preparano per un giorno decisivo in tribunale.